# Баал-Шем-Тов
Исраэль Баа́л-Шем-Тов (ивр. ישראל בעל שם טוב‎, сокращённо Бешт (ивр. בעש"ט‎), что значит «Обладатель (Хозяин) доброго имени» или «Добрый человек, знающий тайное имя Бога»; настоящее имя — Исраэль бен Элиэзер (ивр. ישראל בן אליעזר‎); 27 августа 1698 (18 Элула 5458), Окопы, Подольское воеводство, Речь Посполитая — 22 мая 1760, Меджибож, Подольское воеводство, Речь Посполитая) — основатель хасидского движения в иудаизме, рабби.

## Биография

### Ранние годы
Баал-Шем-Тов родился у бедных и немолодых родителей в городке Окопы (ныне село Чортковского района Тернопольской области Украины) и при рождении получил имя Исраэль. Хасидская традиция гласит, что к его отцу Элиэзеру под видом путника пришёл пророк Илия и предсказал рождение сына. Перед смертью Элиэзер завещал маленькому Исраэлю «не бояться никого, кроме Бога одного», и любить любого еврея, каким бы он ни был. В пять лет Исраэль осиротел.
В 1710 году окончил хедер и стал помощником меламеда (учителя). Существует легенда, что уже в молодости Исраэль сразился с волком-оборотнем, пугающим еврейских детей, и убил его ударом дубины под пение псалмов. В этот же период он познакомился с учением Каббалы посредством Адама Баала Шема. Непосредственно с Адамом, жившим в Вене, Исраэль знаком не был. Однако, согласно хасидской традиции, умирающий Адам получил откровение передать таинственные письмена некому Исраэлю в Окуп, что было сделано его сыном в 1712 году. К этому времени Исраэль уже работал сторожем в синагоге. По преданию, желая проверить его силу, сын каббалиста и сторож синагоги вызвали ангела огня, который едва не привёл к пожару.
В 1716 году женился, но вскоре овдовел и начал странствовать по еврейским местечкам Восточной Галиции. В Язловце ему удалось получить должность меламеда в хедере. Одновременно он был шойхетом (резником) в различных местечках и деревнях.

### Карпатский затвор
В 1727 году Баал-Шем-Тов женился во второй раз, на дочери рабби Эфраима из Бродов и сестре известного даяна рабби Гершона Китовера (из Кут), ставшего позже учеником Баал-Шем-Това. Помолвка произошла вследствие того, что рабби Эфраим был восхищен учёностью Бешта. Однако рабби Эфраим вскоре умер. Когда же Бешт пошёл свататься вторично, то брат невесты рабби Гершон даже не хотел пускать его на порог, так как принял Бешта за простого украинского крестьянина. Тем не менее недоразумения уладились и свадьба состоялась. От второго брака у Баал-Шем-Това родились сын Цви и дочь Адель. Однако отношения с рабби Гершоном не ладились и молодой семье пришлось уехать в далёкое местечко Вижница в Карпатских горах (Черновицкая область), где Бешт прожил семь лет, зарабатывая на жизнь тяжёлым физическим трудом. Он добывал известь и торговал ею. В этот период Баал-Шем-Тов много времени посвящал уединённой медитации (ѓисбойдедус — идишское произношение ивритского слова התבודדות-итбодедут) и, согласно традиции, постиг многие тайны Торы. В это время Исраэль познакомился с атаманом украинского движения карпатских опришков Довбушем, банде которого помог укрыться в пещере. За это Довбуш подарил Исраэлю трубку, с которой тот не расставался до конца жизни.

### Цадик
В 1734 году Баал-Шем-Тов раскрылся и стал за короткое время широко известен как цадик (праведник) и целитель. Ему приписывалась способность изготовлять талисманы и изгонять злых духов. Согласно хасидскому преданию, Баал-Шем-Тов вызывал Сата́на, чтобы узнать тайну имени Бога. Он не выступал с публичными проповедями и не писал сочинения, своё учение он излагал лишь своим ученикам. В 1740 году он поселился в Меджибоже (Межбуже, ныне — Летичевский район, Хмельницкая область, Украина), где и протекала его основная деятельность. Постепенно Меджибож стал центром хасидизма. Баал-Шем-Тов получал жалованье от местной общины как Баал-шем и смог собрать в своей иешиве десятки учеников, которые стали, в свою очередь, лидерами хасидизма в следующем поколении. Баал-Шем-Тов умер в 1760 году (5520 год по еврейскому календарю). Перед смертью он сказал, что выходит через одну дверь и входит в другую.

### После смерти
После его смерти руководство движением перешло к рабби Дов-Беру из Межерича. Среди выдающихся учеников Баал-Шем-Това также были рабби Пинхас из Кореца, рабби Яков Йосеф из Полонного, рабби Йехиэль Михл из Злочева, рабби Исроэль Хориф из Сатанова, рабби Менахем Нохум из Чернобыля, рабби Меир Марголиус из Острога, рабби Мойше из Долины, рабби Арье-Лейб — «мохиах» из Полонного, рабби Хаим из Красно, рабби Нахман из Ѓороденки, рабби Шмуэль Каминкер, рабби Вольф Кицес, рабби Довид Лейкес и многие другие.

## Ученики Баал-Шем-Това
- Рабби Дов-Бер из Межерича, преемник Баал-Шем-Това.
- Рабби Пинхас из Корца
- Рабби Рафаэль из Бершади[12]
- Рабби Яков Йосеф из Полонного
- Рабби Йехиэль Михл из Злочева
- Рабби Менахем Нохум из Чернобыля
- Рабби Исроэль Хориф из Сатанова
- Рабби Меир Марголиус из Острога
- Рабби Мойше из Долины
- Рабби Арье-Лейб — «мохиах» из Полонного,
- Рабби Хаим из Красно
- Рабби Нахман из Ѓороденки
- Рабби Мордехай из Заслава
- Рабби Шмуэль Каминкер
- Рабби Вольф Кицес
- Рабби Довид Лейкес
- Рабби Шабтай бен Цви-Гирш из Рашкова

## Учение
Бешт разработал в рамках иудаизма изощрённую мистическую систему, основанную не на интеллектуальном постижении Бога (как это делали учёные каббалисты), а на страстном религиозном рвении, доступном простым мирянам. Целью был «двекут» — единение с Богом.
Идея «двекут» («прилепления») заимствована из самой Торы: «[Дабы ты] любил Господа [YHVH], Бога твоего, слушал глас Его и прилеплялся [давок] к Нему; ибо в этом жизнь и долгота дней твоих…» (Втор. 30:20). Достигнуть двекут значит осознать Присутствие Бога в твоей жизни. Позже хасидские учителя утверждали, что двекут — это такой союз с Богом, который требует полного растворения в Нём собственного «я». Бешт, в отличие от раввинов, приверженных сложным теоретическим построениям и кропотливым исследованиям, полагал, что двекут — высшая цель религиозной жизни — не является прерогативой избранных мистиков, знакомых с эзотерическими писаниями и каббалистическими комментариями Торы, а представляет собой состояние сознания, доступное даже человеку совершенно неграмотному. Достаточно просто отдаться радости служения Богу через мицвот (заповеди). «Божественное Присутствие не нисходит на того, кто печалится в заповедях; оно нисходит на того, кто в заповедях радуется» (Бешт).

## Изречения
- Мир — из Бога и в Боге.
- Человек — как бы лестница, вершиною своею упирающаяся в небо; все его поступки и слова оказывают воздействие на небесные сферы.
- Ни один человек не падает так низко, чтобы не смочь подняться к своему Творцу.
- Чтобы вытащить из грязи себе подобного, нужно самому ступить в грязь.
- Мелкие цадики любят мелких грешников, великий цадик любит великого грешника.
- Иногда святость — всего лишь нечистое искушение.
- Каждый еврей является частью Шехины.
- Не отвергай красоту девушки, но стремись, чтобы признание красоты возвращало тебя к её источнику — Богу. Если человек овладеет этой мудростью, то его телесное наслаждение будет влечь за собой и духовный рост.

## Фотографии
- Надгробие на могиле (до реставрации 2006-2008)
- Интерьер Бейс-Мидраша (синагоги) Баал-Шем-Това, 1915
- Интерьер Бейс-Мидраша после реконструкции в 2005 году

## Представление в искусстве
Пересказ для детей предания о приключениях Баал-Шем-Това в детстве:
- Меир Бадхен (Левинов). Владеющий Именем / художник — Галина Блейх. — М.: Мосты культуры, 2005. — 154 с. — ISBN 5-93273-208-3.